# Бајардо
Бајардо (итал. Bajardo) је насеље у Италији у округу Империја, региону Лигурија.
Према процени из 2011. у насељу је живело 250 становника. Насеље се налази на надморској висини од 891 м.

## Становништво
Према резултатима пописа становништва 2011. у општини је живело 312 становника.
| 1931. | 1936. | 1951. | 1961. | 1971. | 1981. | 1991. | 2001. | 2011. |
| ----- | ----- | ----- | ----- | ----- | ----- | ----- | ----- | ----- |
| 1.033 | 1.026 | 879   | 715   | 586   | 421   | 364   | 278   | 312   |